# 堀河紀子
堀河 紀子（ほりかわ もとこ、1837年7月3日（天保8年6月1日） - 1910年（明治43年）5月7日）は、孝明天皇の掌侍。父は堀河康親。兄は岩倉具視。

## 生涯
1852年（嘉永5年）に孝明天皇の後宮に入り、衛門内侍あるいは右衛門掌侍と称された。2皇女（寿万宮と理宮）を儲けたが、二人とも夭折している。しかし、皇女の死に関しては偽装説があり、真相は明らかになっていない。
和宮の降嫁問題の際には兄である岩倉具視や今城重子らとこれを推進したため、後に朝廷内の尊攘派により「四奸両嬪」のひとりとして弾劾され、辞官隠居し、更に剃髪に追い込まれた。1868年（慶応4年）7月、許され朝廷に復した。
1910年（明治43年）5月7日）、死去。72歳没。墓所は京都府京都市の真正極楽寺。